# Nutzenansatz (Finanzwissenschaft)
In der Finanzwissenschaft bezeichnet der Nutzenansatz als Gegenbegriff zum Preisansatz ein Verfahren der Wertermittlung einer öffentlichen Leistung anhand des Nettonutzens.